# Вердак, Джон Джулиус
Джон Джу́лиус Ве́рдак (англ. John Julius Wurdack, 28 апреля 1921 — 13 мая 1998) — американский ботаник.    

## Биография
Родился 28 апреля 1921 года.
В 1942 году Вердак получил степень бакалавра в области ботаники в Университете Питтсбурга и был призван служить в качестве санитарного инженера во время Второй мировой войны.
С 1946 по 1948 год он находился в Японии, а также посетил Китай. В 1949 году Вердэк получил вторую степень бакалавра в области сантехники в Университете штата Иллинойс и устроился на работу в качестве технического ассистента в Нью-Йоркский ботанический сад.
В 1952 году он получил докторскую степень. Вердак совершил 11 важных экспедиций в Венесуэлу. В 1960 году он стал куратором Американского Национального Гербария.
Джон Джулиус Вердэк умер от рака 13 мая 1998 года.